# Länsväg 173
De Zweedse weg 173 (Zweeds: Länsväg 173) is een provinciale weg in de provincie Västra Götalands län in Zweden en is circa 22 kilometer lang.

## Plaatsen langs de weg
- Frändefors
- Stigen
- Färgelanda

## Knooppunten
- E45 bij Frändefors (begin)
- Länsväg 172 bij Färgelanda (einde)